# Pitmoaga
Pitmoaga är en ort i Burkina Faso.   Den ligger i provinsen Province du Boulkiemdé och regionen Centre-Ouest, i den centrala delen av landet, 40 km väster om huvudstaden Ouagadougou. Pitmoaga ligger 340 meter över havet och antalet invånare är 7 991.
Terrängen runt Pitmoaga är mycket platt, och sluttar västerut. Närmaste större samhälle är Kokologho, 5,6 km söder om Pitmoaga.
Trakten runt Pitmoaga består till största delen av jordbruksmark. Runt Pitmoaga är det ganska tätbefolkat, med 100 invånare per kvadratkilometer.